# Calyptranthes schiedeana
Calyptranthes schiedeana är en myrtenväxtart som beskrevs av Otto Karl Berg. Calyptranthes schiedeana ingår i släktet Calyptranthes och familjen myrtenväxter. Inga underarter finns listade i Catalogue of Life.